# Burg Lichtel
Burg Lichtel ist eine abgegangene Burg in Lichtel, einem Wohnplatz in der Gemarkung des Creglinger Stadtteils Oberrimbach im Main-Tauber-Kreis in Baden-Württemberg.

## Geschichte
Im Jahre 1235 wurde die Burg Lichtel erwähnt. Besitzer waren die Herren von Hohenlohe im 13. Jahrhundert und die von Lichtel. 1381 wurde die Burg im Städtekrieg teilweise und 1408 endgültig zerstört. Von der Burg Lichtel sind heute nur noch Reste im Turm der Kirche St. Nikolaus, einem spätromanisch-frühgotischen Bau, sowie zwei Gräben erhalten.